# Экономический союз
Экономи́ческий сою́з — вид торгового блока (стадия экономической интеграции государств). Характеризуется наличием соглашений о гармонизации фискальной и монетарной политики. Также имеет признаки предыдущих этапов:
- отмена таможенных пошлин между странами союза, форма коллективного протекционизма от третьих стран (таможенный союз);
- наличие соглашений о свободе передвижения других факторов производства, то есть финансового и человеческого капитала (общий рынок).

Следующий этап экономической интеграции — экономический и валютный союз, заключающийся в создании валютного союза.

## Список экономических союзов
- Единый рынок Европейского союза
- Экономический и валютный союз Европейского союза и Монако (де-факто)
- Евразийский экономический союз
- Союзное Государство России и Белоруссии
- Единый рынок Карибского сообщества
- Ассоциация государств Юго-Восточной Азии
- Ассоциация регионального сотрудничества Южной Азии
- Союз южноамериканских наций
- Организация экономического сотрудничества
- Меркосур
- Лига арабских государств